# Schom
Schom (ukrainisch und russisch Шом; ungarisch (Bereg-)Som, slowakisch Šom) ist ein Dorf im Rajon Berehowe in der Oblast Transkarpatien in der westlichen Ukraine und liegt nordwestlich von Berehowe.

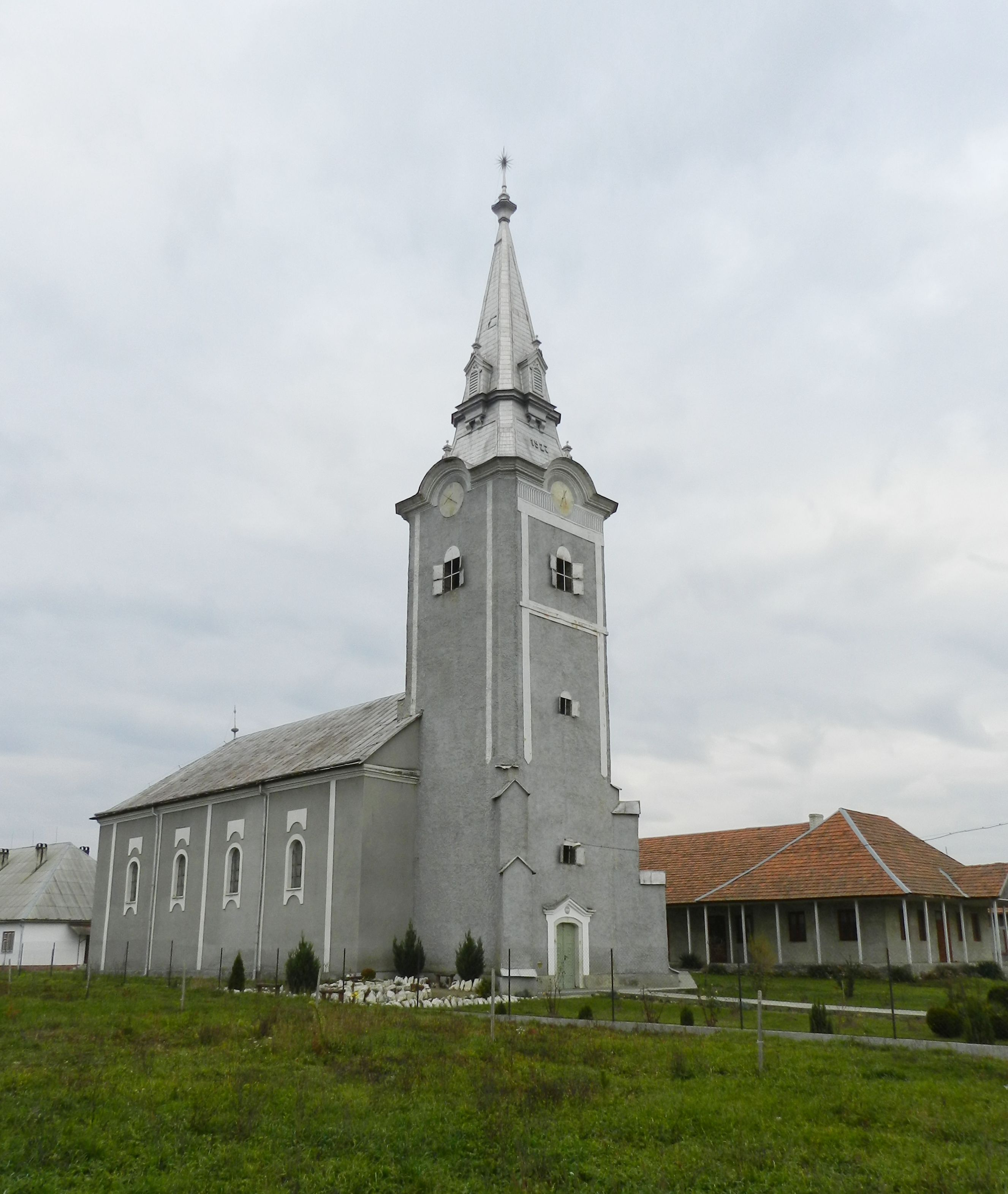
Kirche im Ort

Der Ort wurde 1272 zum ersten Mal als Sumy urkundlich erwähnt und wird zum Großteil von rund 1000 ungarischstämmigen Einwohnern auf einer Fläche von 1,2 km² bewohnt.
Bis 1919 gehörte der Ort zum Kaiserreich Österreich-Ungarn beziehungsweise Ungarn, danach als Teil der Karpato-Ukraine zur Tschechoslowakei. Mit der Annektierung kam es 1938–1945 wieder zu Ungarn, ab 1945 ist der Ort ein Teil der Sowjetunion beziehungsweise seit 1991 Teil der Ukraine.
Am 19. September 2019 wurde das Dorf ein Teil neu gegründeten Landgemeinde Kosson im Rajon Berehowe; bis dahin bildete es zusammen mit dem Dorf Kaschtanowo (Каштаново) die Landratsgemeinde Schom (Шомівська сільська рада/Schomiwska silska rada).
1945 erhielt der Ort seinen ukrainischen Namen, am 25. Juni 1946 wurde er in Derenkowez (Деренковець) umbenannt, dieser Name wurde am 1. April 1995 wieder auf deinen historischen Namen geändert.